# Edward Craven Walker
Edward Craven Walker (4 de julio de 1918 - 15 de agosto de 2000) inventó la psicodélica lámpara Astro, conocida como lámpara de lava, en 1963.

## Participación en la SGM
Craven participó en la Segunda Guerra Mundial como piloto del DeHavilland Mosquito, un avión desarmado en el que sobrevolaba Alemania para tomar fotografías. Conoció a su primera mujer, Marjorie Bevan Jones, en la base aérea en la que ella realizaba sus funciones dentro de la Fuerza Aérea Auxiliar Femenina (WAAF, por sus siglas en inglés).
Después de la guerra, Craven siguió pilotando aviones.

## La lámpara Astro

### Orígenes de la lámpara Astro

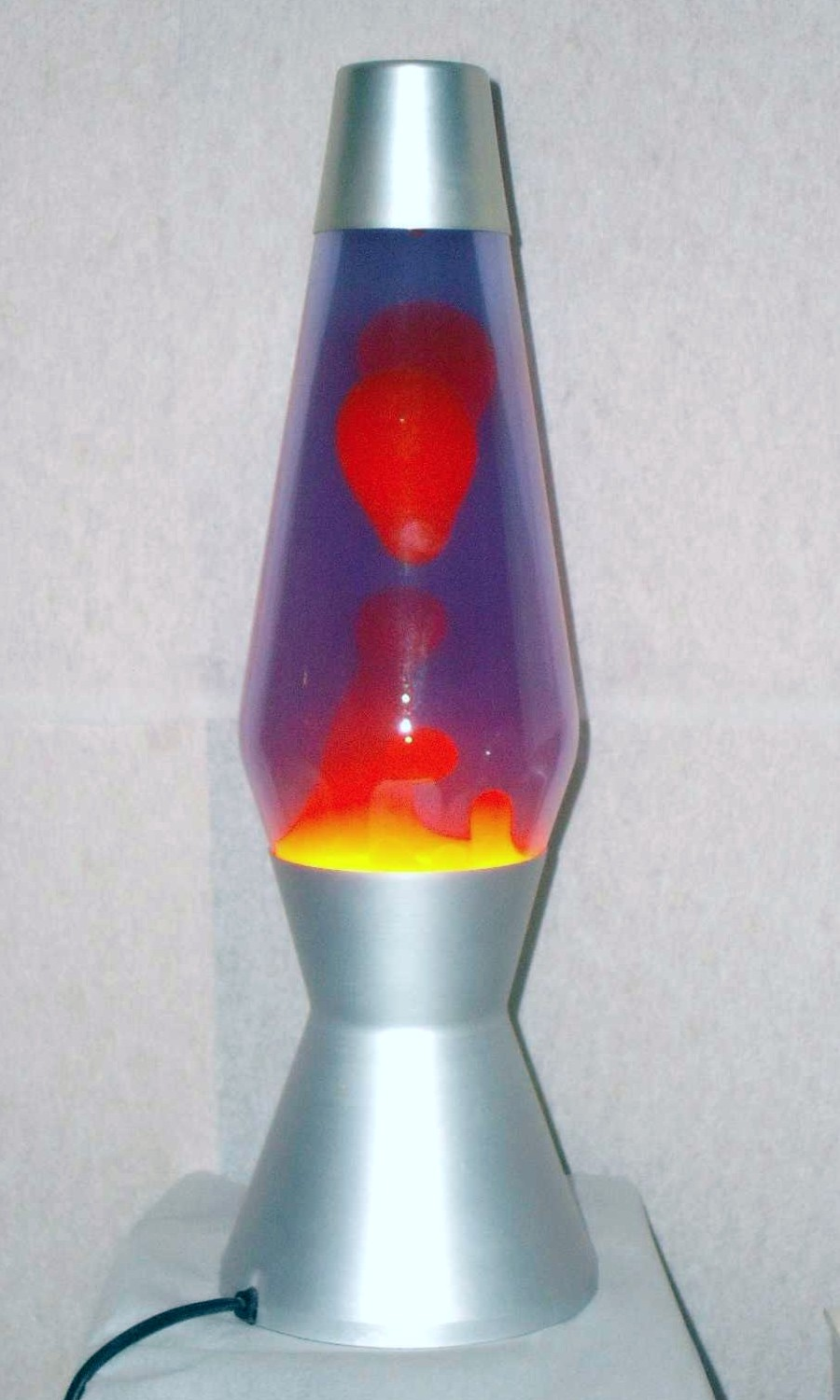
Lámpara de lava.

Después de la guerra, Craven empezó a trabajar en una idea basada en algo que había visto en un pub rural de Dorset, Inglaterra.
Había en el pub un artilugio creado por uno de sus parroquianos llamado Alfred Dunnett, ya ausente; se trataba de un dispositivo único, similar a un reloj de arena, que funcionaba a base de dos líquidos insolubles entre sí. Aunque era un artilugio rudimentario, Craven adivinó su potencial y se propuso perfeccionarlo, convirtiéndolo en una lámpara. Instaló en un pequeño cobertizo un laboratorio en el que se dedicaría a mezclar ingredientes en botellas de formas y tamaños diferentes. Descubrió que las botellas de concentrado de naranja Tree Top tenían la forma idónea, por lo que basó en ellas la lámpara Astro Baby o Astro Mini, como la llamó entonces.

### Comercialización de la lámpara Astro
Craven estableció con su mujer Christine una empresa llamada Crestworth para fabricar las lámparas. Con sede en unos pequeños edificios ubicados en un polígono industrial de Poole, Dorset, Crestworth ha estado ofreciendo sus lámparas al mundo desde 1963. El nombre de la empresa se cambió a Mathmos en 1992. Las lámparas tuvieron un gran éxito comercial durante las décadas de los 60 y los 70, convirtiéndose en un símbolo de la psicodelia. Craven decía: "Si compras mi lámpara, no necesitarás drogas... Creo que siempre será popular. Es como el ciclo de la vida. Crece, se descompone, cae y empieza de nuevo."
A finales de los 70 cambiaron las tendencias y las lámparas de lava se pasaron de moda. La empresa de los Walker siguió en marcha durante los 80, aunque de forma mucho más reducida.

### Últimos años
A principios de los 90, una joven pareja comenzó a fabricar estas lámparas y consiguió venderlas con éxito. Cressida Granger y David Mulley hablaron con Craven y tomaron las riendas de la empresa en 1992, dándole el nuevo nombre de Mathmos. Al principio mantuvieron una sociedad con Edward y Christine Craven Walker. La empresa se llamaba entonces Crestworth Trading Ltd. Según fueron pasando los años, fueron haciéndose poco a poco con la propiedad de toda la empresa. Tenían los derechos de fabricación de las lámparas Astro y siguieron fabricándolas en la misma ubicación, con casi el mismo personal, maquinaria e incluso algunos de los componentes que se venían usando desde los 60. Edward Craven Walker siguió en Mathmos en calidad de consultor hasta su muerte. Hizo una importante contribución en la mejora de la fórmula para las lámparas. La lámpara Astro no ha dejado de producirse durante los últimos 50 años, siempre hecha a mano en Gran Bretaña desde 1963. Todavía hoy Mathmos la fábrica en Poole, Dorset. La fórmula de Mathmos para la lámpara de lava es la misma que desarrolló inicialmente Craven Walker en los años 60, mejorada con su ayuda en los 90. Edward Craven Walker siguió trabajando en Mathmos como consultor y director de la empresa hasta su muerte en el año 2000. Ahora, en 2013, Mathmos, su empresa de lámparas de lava, celebra su 50 aniversario.

## Naturismo
Walker era naturista y estableció su propio campamento en Matchams, Hampshire. El campamento llegaría a ser uno de los más grandes del Reino Unido. Esta pasión de Craven provocaría algunas tensiones en su vida, contribuyendo, por ejemplo, a su divorcio con Marjorie, con la que tenía 3 hijos. Craven se casó 4 veces. Craven intentó prohibir a las personas obesas el acceso a su complejo naturista, ya que pensaba que la obesidad iba en contra de sus ideales basados en la vida sana, tanto espiritual como física.

## Obra cinematográfica
Craven combinó el naturismo con el cine. Durante los años 50 y 60, la desnudez en el cine era tabú, pero él consiguió burlar a la censura a base de no mostrar vello púbico. Esto lo convirtió en un pionero del género. Craven dirigió la película naturista Travelling Light (1959) bajo el seudónimo Michael Keatering. Fue la primera película naturista jamás estrenada en público en el Reino Unido. Descrita como un ballet submarino, se rodó en las aguas de Córcega y se estrenó en 1960. Posteriormente produciría las películas Sunswept (1961) y Eves on Skis (1963).

## Fallecimiento
A finales de los 90, Craven libró una batalla contra el cáncer. Falleció en Matchams, Dorset, y recibió sepultura en un pequeño cementerio de New Forest. Tenía 82 años.